# Трехтингсхаузен
Трехтингсхаузен (нем. Trechtingshausen) — община в Германии, в земле Рейнланд-Пфальц. 
Входит в состав района Майнц-Бинген. Подчиняется управлению Райн-Наэ.  Население составляет 1009 человек (на 31 декабря 2010 года). Занимает площадь 8,22 км².